# Bambi Galaxy
 (août 2017).
Albums de Florent Marchet
Noël's Songs
(2010)
Bambi Galaxy est le cinquième album studio de  Florent Marchet, sorti le 27 janvier 2014 sur le label PIAS.

## Titres
| No  | Titre                    | Durée |
| --- | ------------------------ | ----- |
| 1.  | Alpha Centauri           | 2:46  |
| 2.  | Reste Avec Moi           | 3:47  |
| 3.  | Que Font Les Anges       | 3:45  |
| 4.  | Où Etais-Tu              | 5:01  |
| 5.  | Héliopolis               | 3:54  |
| 6.  | 647                      | 3:17  |
| 7.  | Space Opera              | 3:49  |
| 8.  | Bambi Galaxy             | 5:12  |
| 9.  | La Dernière Seconde      | 4:52  |
| 10. | Devant L'Espace          | 4:25  |
| 11. | Apollo 21                | 5:18  |
| 12. | Ma Particule Elémentaire | 2:25  |

## Liens Externes
- « Florent Marchet - Bambi Galaxy » sur Les Inrocks